# Tabanus flavivittatus
Tabanus flavivittatus är en tvåvingeart som beskrevs av Schuurmans Stekhoven 1926. Tabanus flavivittatus ingår i släktet Tabanus och familjen bromsar. Inga underarter finns listade i Catalogue of Life.